# Virtus Ragusa 2001-2002
La Virtus Ragusa 2001-2002, sponsorizzata Banca Popolare di Ragusa, ha preso parte al campionato professionistico italiano di Legadue.

## Verdetti
- Legadue:
  - stagione regolare: 9º posto su 14 squadre (16-20).

## Roster
| Giocatori |
| --------- |

|    | Naz.                                     | Ruolo | Sportivo          | Anno | Alt. | Peso |  |
| -- | ---------------------------------------- | ----- | ----------------- | ---- | ---- | ---- |  |
| 4  | Stati Uniti (bandiera)                   | P     | Darryl Wilson     | 1974 | 185  | 85   |  |
| 5  | Italia (bandiera)                        | A     | Enrico Martinelli | 1975 | 200  | 101  |  |
| 6  | Stati Uniti (bandiera)                   | P     | Kiwane Garris     | 1974 | 189  | 92   |  |
| 7  | Stati Uniti (bandiera)                   | A     | Roy Hairston      | 1973 | 202  | 98   |  |
| 8  | Italia (bandiera)                        | A     | Daniele Casadei   | 1981 | 198  | 95   |  |
| 10 | Argentina (bandiera) · Italia (bandiera) | A     | Luciano Masieri   | 1976 | 200  | 90   |  |
| 11 | Italia (bandiera)                        | GA    | Adriano Pigato    | 1981 | 196  | 87   |  |
| 14 | Italia (bandiera)                        | P     | Davide Parente    | 1983 | 187  | 82   |  |
| 15 | Stati Uniti (bandiera)                   | C     | Lamont Barnes     | 1978 | 208  | 106  |  |

| Staff tecnico               |
| --------------------------- |
| Allenatore: Giovanni Gebbia |
| Assistente: Paolo Marletta  |

| Giocatori acquisiti a stagione in corso |
| --------------------------------------- |

|    | Naz.                                       | Ruolo | Sportivo                     | Anno | Alt. | Peso |  |
| -- | ------------------------------------------ | ----- | ---------------------------- | ---- | ---- | ---- |  |
| 16 | Stati Uniti (bandiera) · Italia (bandiera) | A     | Brian Shorter dal 7 dicembre | 1968 | 198  | 110  |  |
| 9  | Stati Uniti (bandiera)                     | G     | John Morton dal 23 febbraio  | 1967 | 191  | 82   |  |

Legaduebasket: Dettaglio statistico